# 羊马街道
羊马街道，原为羊马镇，是中华人民共和国四川省成都市崇州市下辖的一个乡镇级行政单位。2019年12月，撤镇设街道，羊马街道办事处驻中白路2号。

## 行政区划
羊马街道下辖以下地区：
崇江路社区、凌翔街社区、安阜社区、全友社区、伏虎村、永和村、中华村、经功村、菩提村、福田村、东平村、大土村、漕溪村、白鸽村、猫渡村和泗安村。

## 交通
- 成雅铁路；羊马站